# Morris Ital
La Morris Ital è un'autovettura di classe media prodotta tra il 1980 e il 1984 dalla British Leyland Motor Company e commercializzata con il marchio Morris.

## Storia
Lanciata nel giugno 1980, la Morris Ital si presenta come una versione aggiornata della Morris Marina, da cui differisce solamente per il disegno del frontale e della parte posteriore (realizzate dalla Longbridge di Harris Mann e non, contrariamente ad alcuni rumor dell'epoca, dalla Italdesign da cui mutuava comunque parte del nome) mantenendo inalterata la gamma dei motori (includente il 1275 cm³ e il 1695 cm³, entrambi a quattro cilindri in linea), l'impostazione tecnica (motore anteriore e trazione posteriore con cambio a quattro marce) e gli interni.

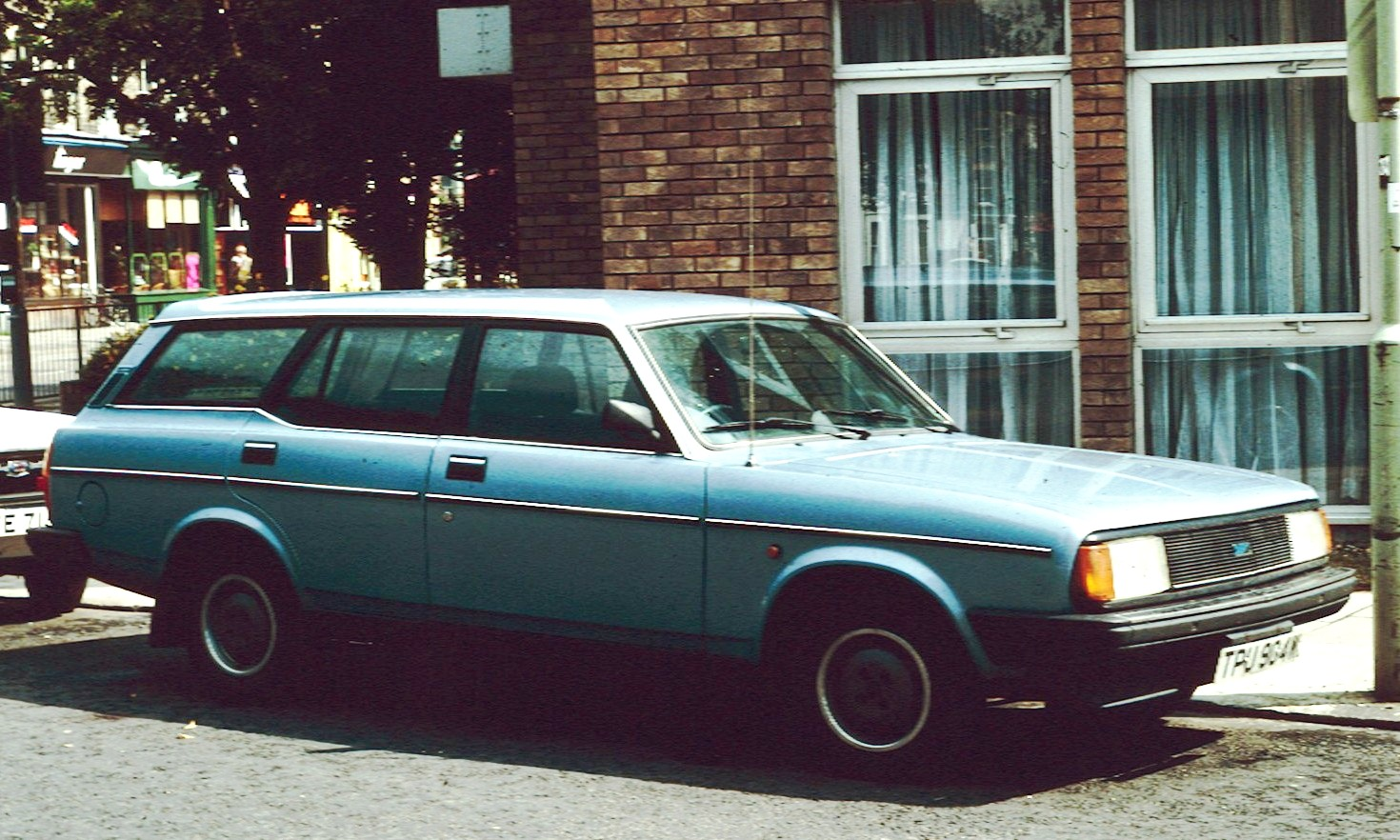
Versione station wagon

Proposta in versione berlina a quattro porte e station wagon, la Ital vide arricchire la propria gamma nel 1981 con una versione automatica (dotata di un motore di 1994 cm³ e cambio a tre rapporti) e una diesel (spinta da un motore da 1489 cm³ e prodotta esclusivamente in Portogallo con il nome di Morris Marina Ital), mentre l'anno successivo ricevette alcuni aggiornamenti in tema di sicurezza (modifica delle sospensioni e dei paraurti) che comportò l'esclusione dal listino del motore 2.0.
Malgrado i relativamente buoni riscontri di vendita dei primi due anni l'automobile, già datata al momento del lancio e penalizzata da una scarsa qualità costruttiva, accusò in seguito una graduale flessione nelle vendite fin quando, nel 1984, fu rimpiazzata dall'Austin Montego determinando la fine del marchio Morris.
Tra il 1998 e il 1999 la casa cinese First Automobile Works produsse una nuova versione della Ital, denominata Huandu CAC e proposta in versione station wagon, pick-up e furgonetta.

## Caratteristiche tecniche

### Caratteristiche comuni
- Motore anteriore, 4 cilindri in linea
- Trazione posteriore
- Impianto frenante misto

### Versione 1.3
- Cilindrata: 1,275 cm³
- Rapporto di compressione: 9,4:1
- Potenza massima: 61 CV a 5500 rpm
- Alimentazione a benzina con carburatore SU
- Cambio di velocità a 4 rapporti + retromarcia
- Velocità massima: 146 km/h

### Versione 1.7
- Cilindrata: 1,695 cm³
- Rapporto di compressione: 9,0:1
- Potenza massima: 79 CV a 5100 rpm
- Alimentazione a benzina con carburatore SU
- Cambio di velocità a 4 rapporti + retromarcia
- Velocità massima: 157 km/h

### Versione 2.0
- Cilindrata: 1,993 cm³
- Rapporto di compressione: 9,4:1
- Potenza massima: 90 CV a 4750 rpm
- Alimentazione a benzina con carburatore SU
- Cambio di velocità automatico a 3 rapporti + retromarcia
- Velocità massima: 162 km/h